# Casa Perry McAdow
La Casa Perry McAdow es una casa de estilo neorrenacentista ubicada en 4605 Cass Avenue en Midtown Detroit, Míchigan. Se encuentra en el Distrito Histórico Warren-Prentis y fue designada Sitio Histórico del Estado de Míchigan en 1976 y se incluyó en el Registro Nacional de Lugares Históricos en 1980.

## Historia
Perry W. McAdow se enriqueci̟ó extrayendo oro en Montana. En 1891, él y su esposa Clara construyeron una elaborada mansión en Cass por un costo de 65.000 dólares como entrada a la sociedad de Detroit. La pareja vivió allí hasta 1897. 
Fue utilizada como residencia privada hasta 1913, cuando fue vendida a la Primera Congregación Universalista. Esa Iglesia la usó como sitio de culto durante tres años hasta que se completó un nuevo templo inmediatamente al norte, tras lo cual la casa se usó como espacio parroquial.

## Arquitectura
La casa tiene dos pisos y medio con techo a cuatro aguas y está construida de ladrillo rojo y piedra rojiza. El exterior cuenta con ventanales, pórticos con columnas corintias, balaustradas de parapeto y una cornisa modillón; el interior presenta notables frescos, paneles, yeserías y vidrieras. Detrás de la casa original hay un salón de iglesia de ladrillo rojo de dos pisos, construido en 1917.

## Lectura adicional
- Hill, Eric J. and John Gallagher (2002). AIA Detroit: The American Institute of Architects Guide to Detroit Architecture. Wayne State University Press. ISBN 0-8143-3120-3.

- Datos: Q7169844